# Académie tahitienne
Académie tahitienne (på tahitiska Te Fare Vānaʻa) är ett kulturinstitution som sysslar med språk och kultur på Franska Polynesien. Akademin grundades år 1972 och dess syfte är bl.a. fungera som språkmyndighet för det tahitiska språket. Akademins håller också på att forska i språket och befordra dess användning. Den första grammatiken om tahitiska publicerades av akademin år 1986 och den första ordboken 1999..
Akademins nuvarande direktör är Flora Aurima Devatine. Dess säte finns i Papeete.

## Medlemmar
Akademins består av 20 medlemmar och deras suppleanter:
| Namn                            | Roll             |
| ------------------------------- | ---------------- |
| Flora Aurima Devatine           | direktör         |
| Médéric Bernardino              |                  |
| Etienne Tuaehaa Chimin          | kansler          |
| Hubert Coppenrath               |                  |
| Voltina Dauphin                 |                  |
| Emma Faua-Tufariua              |                  |
| Ame Mehao Huri                  | vice kassör      |
| Yves Lemaitre                   |                  |
| Myron Mataoa                    |                  |
| Johanna Nouveau                 | kassör           |
| Florienne Panai                 |                  |
| Louise Peltzer-Groznyk          |                  |
| Raymond Vānaga Pietri           |                  |
| Winston Pukoki                  | sekreterare      |
| Yvette Temauri                  | assistent        |
| Viriginia Teriiama              | vice sekreterare |
| Jean Claude Teriierooiterai     |                  |
| Denise Terorotua Épouse Raapoto |                  |
| Charles Tetaria                 |                  |
| Patricia Tuhoe                  |                  |